# Segunda Conferência de Quebec

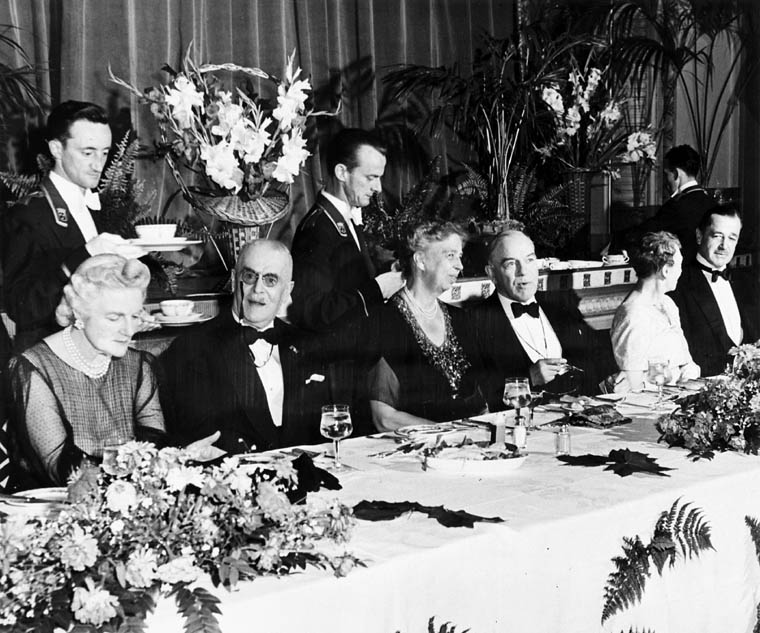
Recepção do primeiro-ministro no Chateau Frontenac durante a Conferência do Octógono. Place Quebec, Quebec: Sra. Clementine Churchill, Sir Eugene Fiset, Sra. Eleanor Roosevelt, William Lyon Mackenzie King, Lady Fiset, Ray Atherton.

A Segunda Conferência de Quebec (codinome "OCTAGON") foi uma conferência militar de alto nível realizada durante a Segunda Guerra Mundial pelos governos britânico e americano. A conferência foi realizada na cidade de Quebec, de 12 a 16 de setembro de 1944, e foi a segunda conferência a ser realizada em Quebec, depois de "QUADRANT" em agosto de 1943. Os principais representantes foram Winston Churchill, Franklin D. Roosevelt e os chefes combinados de Pessoal. O primeiro-ministro do Canadá, William Lyon Mackenzie King, foi o anfitrião, mas não participou das principais reuniões.

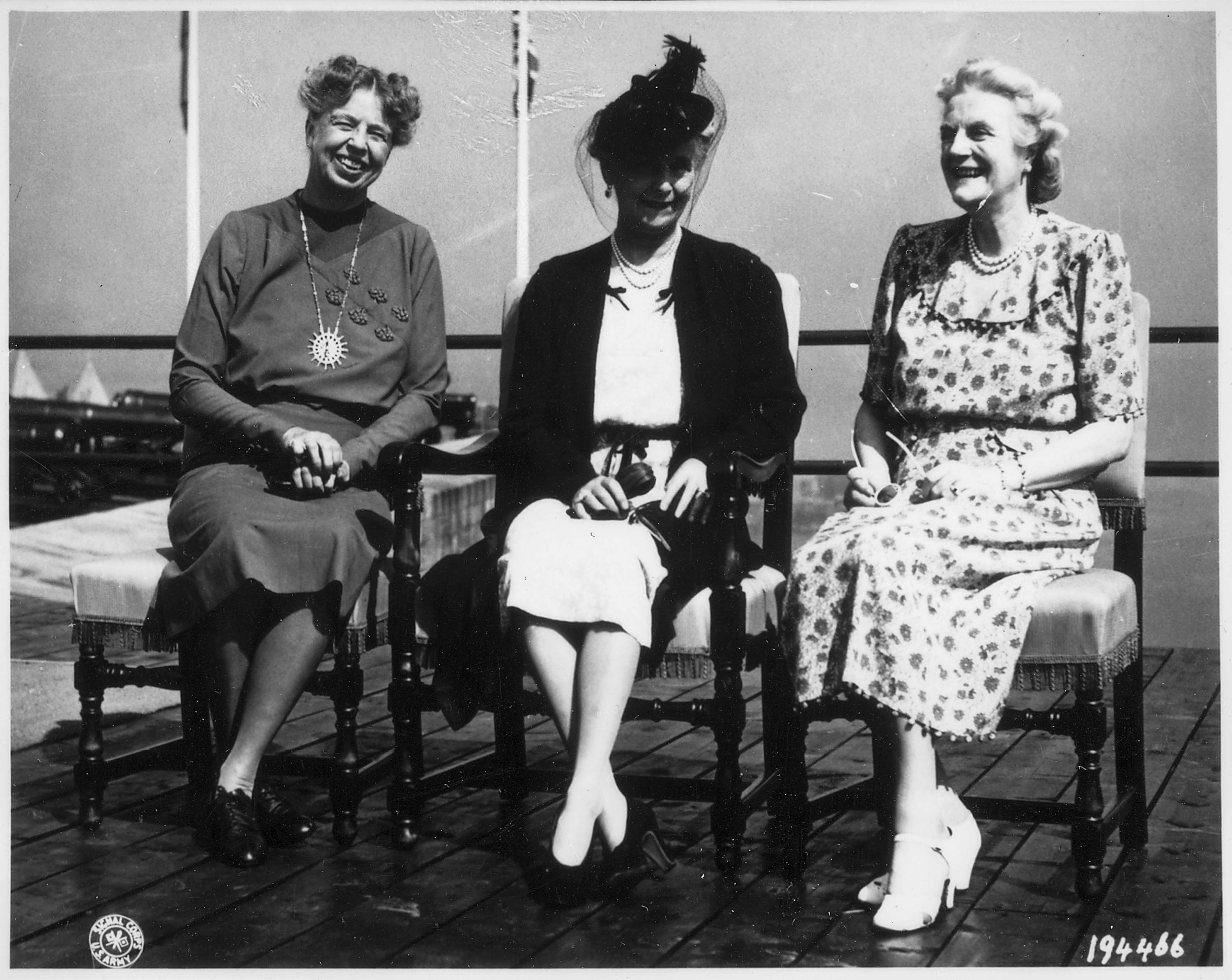
Eleanor Roosevelt, Princesa Alice, e Clementine Churchill

Foram alcançados acordos sobre os seguintes tópicos: zonas de ocupação aliadas na Alemanha derrotada, o Plano Morgenthau para desmilitarizar a Alemanha, continuação da ajuda Lend-Lease dos EUA à Grã-Bretanha e o papel da Marinha Real na guerra contra o Japão. Com base no Hyde Park Aide-Mémoire, eles fizeram planos para lançar a bomba atômica no Japão.